# 八栗寺

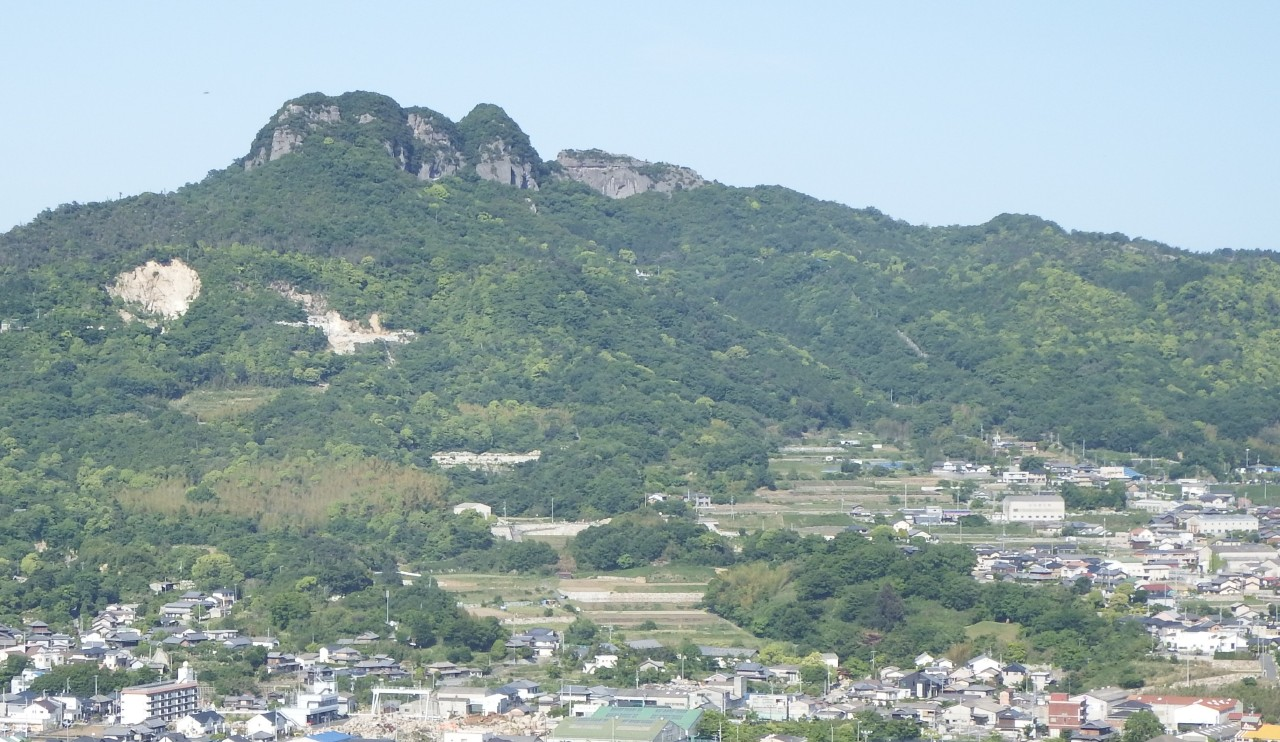
五剣山の中腹に境内

八栗寺（やくりじ）は、香川県高松市牟礼町牟礼字八栗にある真言宗大覚寺派の寺院。五剣山（ごけんざん）、観自在院（かんじざいいん）と号す。本尊は聖観音菩薩。四国八十八箇所第八十五番札所。
- 本尊真言：おん あろりきゃ そわか
- ご詠歌：煩悩（ぼんのう）を胸の智火（ちか）にて八栗（やくり）をば　修行者ならでたれか知るべき
- 納経印：当寺本尊、歓喜天

## 概要
四国85番霊場とともに、歓喜天霊場として知られ、木食以空が東福門院から賜った伝・弘法大師作の歓喜天が祀られていて「八栗の聖天さん」と呼ばれる。
寺伝によれば空海（弘法大師）がここで虚空蔵求聞持法を修めた際、五本の剣が天から降り蔵王権現が現れて、この地が霊地であることを告げた。空海は降ってきた剣を中獄に埋め、岩盤に丈六の大日如来の像を刻んで山の鎮護とし五剣山と名づけ天長6年（829年）開基したという。
五剣山頂上は眺望が良く八つの国が見えたので、「八国寺」ともいわれた。唐から帰朝後、空海は再訪し唐に渡る前に入唐求法の前効を試みるため、植えておいた焼き栗八つがみな成長し繁殖しているのを見て八国寺を「八栗寺」に改めた。
天正の兵火で全焼したが、文禄年中（1593年 – 1596年)に無辺上人が本堂を再建した。さらに寛永19年（1642年）高松藩主松平頼重が現在の本堂を再建して、聖観音を本尊とし観自在院と称するようになる。なお棟札によると二天門と本堂は三代藩主松平頼豊が宝永6年（1709年）再建とあるが、宝永3年（1706年）五剣山のうち東峰が崩壊する大地震が影響していると思われる。

## 伽藍
- 一ノ鳥居：これより登山参道。ケーブル登山口駅の横に立つ。
- 若宮神社（小堂）
- 大師御加持水
- 二ノ鳥居：扁額は歓喜天
- 賽の河原：お迎え大師から表参道を5分ほど下ったところにあり、人間界と聖地の境目といわれている。
- お迎え大師：平成22年12月落慶。高松市が一望できる展望所。
- 三ノ鳥居：扁額は歓喜天
- 山門（二天門）：持国天と多聞天がいる。
- 本堂 ：毎年、正月三が日、本尊と脇仏不動明王と愛染明王が開帳される。なお、常に厨子の扉は開いていて本尊と脇仏は正面隙間から覗けば拝顔できる。
- 大師堂：2014年に一年間、開帳された。その後も常に厨子の扉は開いていて拝顔できる。
- 聖天宮の扁額の鳥居：これとは別にケーブル山上駅の前にも鳥居（扁額は聖天宮）がある。
- 歓喜天堂 ：大聖歓喜双身天王（おんきりく ぎゃくうん そわか）を中央に、右方に十一面観音、左方に軍荼利明王を祀る。延宝5年（1677年）建立。納経所に声をかければ堂内に入って参拝できる。
- 護摩堂：歓喜天堂の左側に続き棟
- 多宝塔：1984年建立。本尊金剛界大日如来坐像。正月3ヶ日のみ開扉される。
- 菩提樹：中国産のシナノキ科（釈迦の菩提樹は本種ではなくインドボダイジュ）で樹齢50年。元の木は大師手植えで天然記念物だったと言われる。[2]
- 新四国八十八箇所：集合型と山内に点在の二つある。
- 十一面観音立像：本堂の向かって左にある金仏で、仏の周を廻りながら祈願する。
- 鐘楼堂：梵鐘は戦時供出され現在のは1958年突き初めされたもので、秋艸道人「わたつみのそこゆくうをのひれにさへ ひひけこのかねのりのみために」が刻まれている。

歩き遍路は山門から入って正面に本堂、その手前左に納経所、右に進んでいくと大師堂があり、その向こうに多宝塔がある。ケーブルカー利用は、八栗山上駅を出て進み左に曲がり道なりに行くと多宝塔、大師堂、さらに参道を行くと正面に聖天堂があり、その左が納経所で、右上に本堂がある。
- 宿坊 ：なし
- 駐車場：八栗ケーブル登山口駅前に無料大駐車場（400台）あり。
- 上記駐車場より境内仁王門まで：徒歩で約22分（約1 km)
- 八栗新道（県道145号線）から当寺への車道。正月期間（12月31日～1月3日。期日変更の場合あり)は関係車以外通行止。
- 生木（なまき）観音：八栗新道沿いにある。

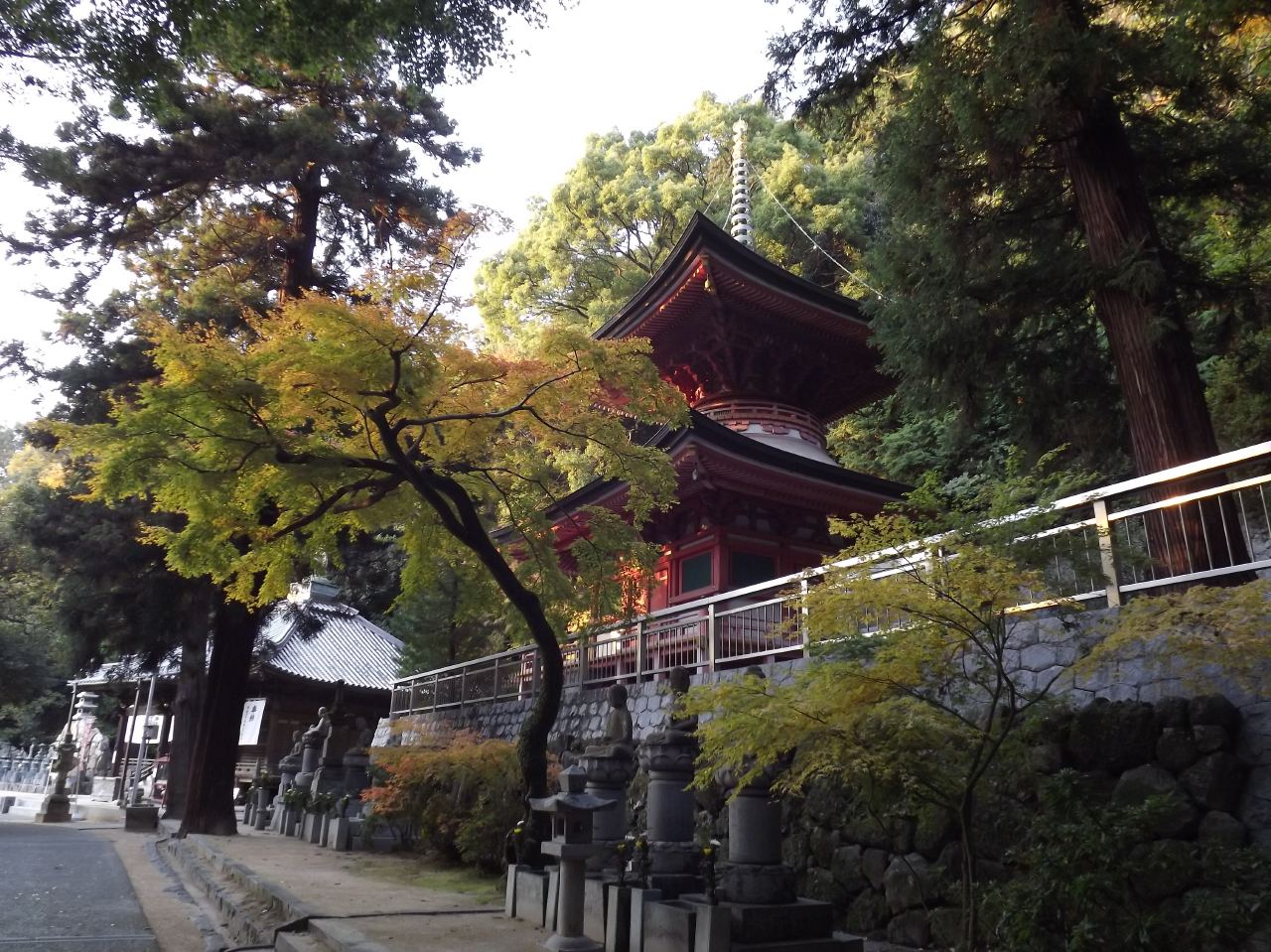
大師堂と多宝塔
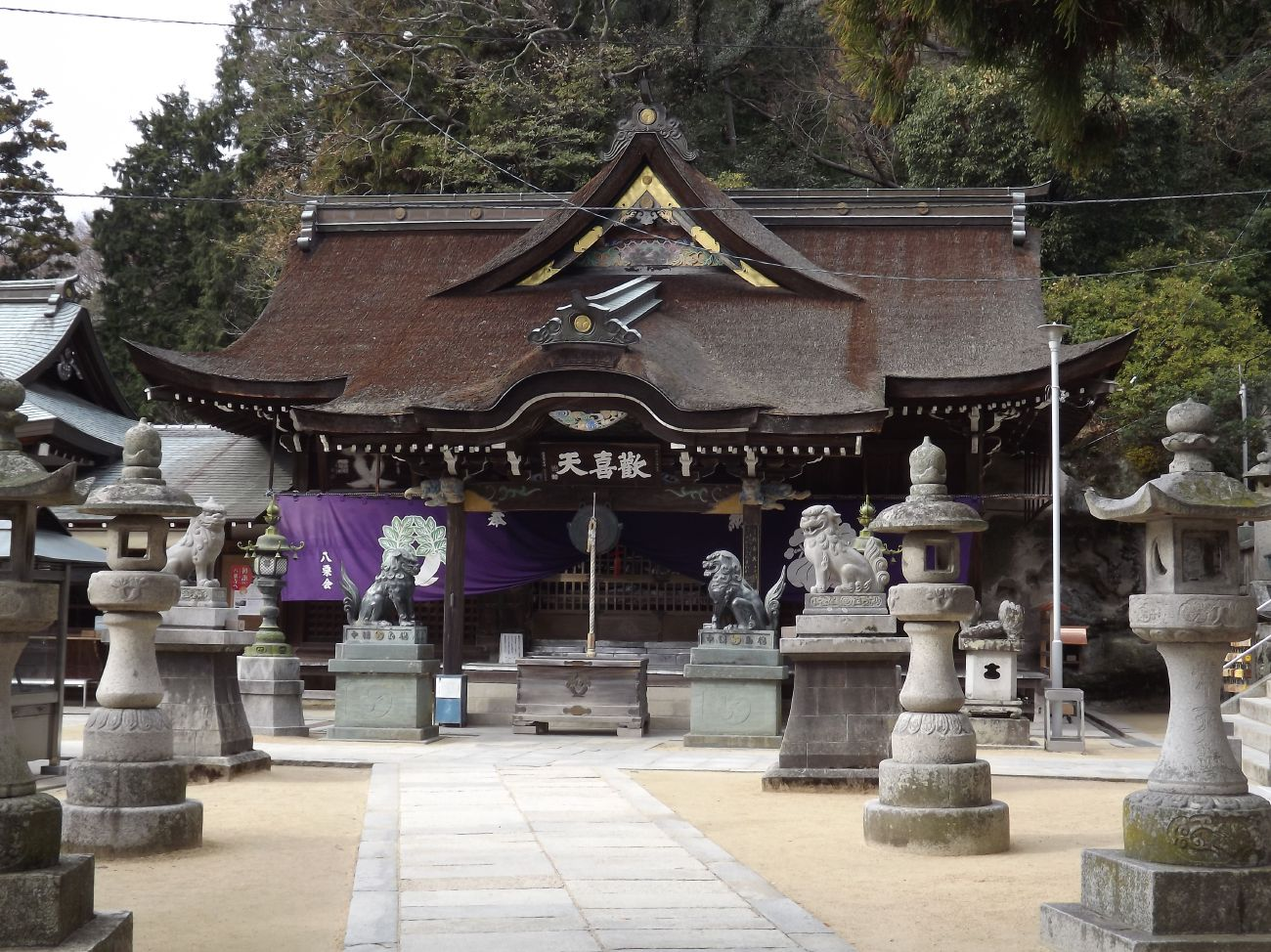
歓喜天堂
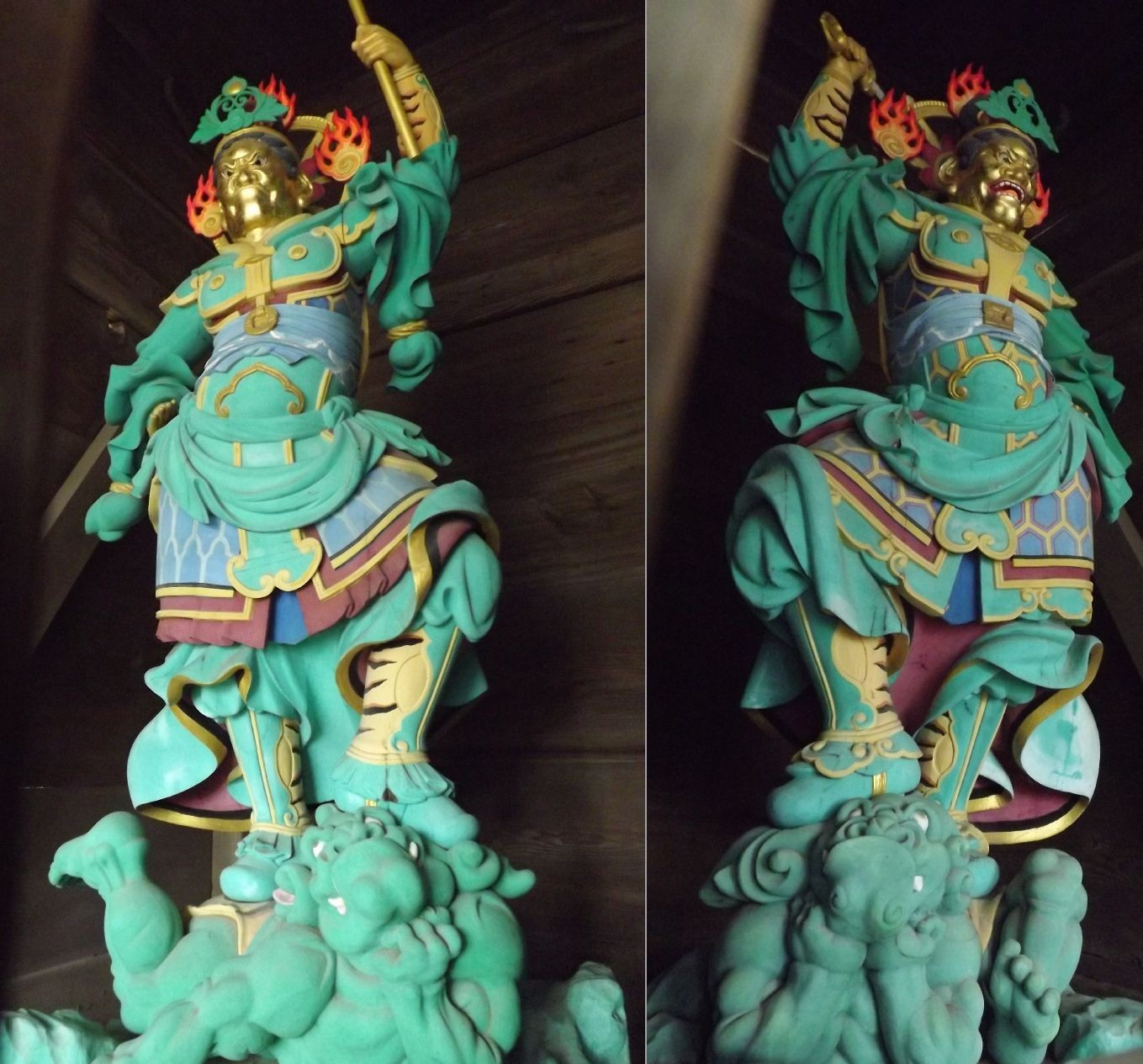
山門の二天像
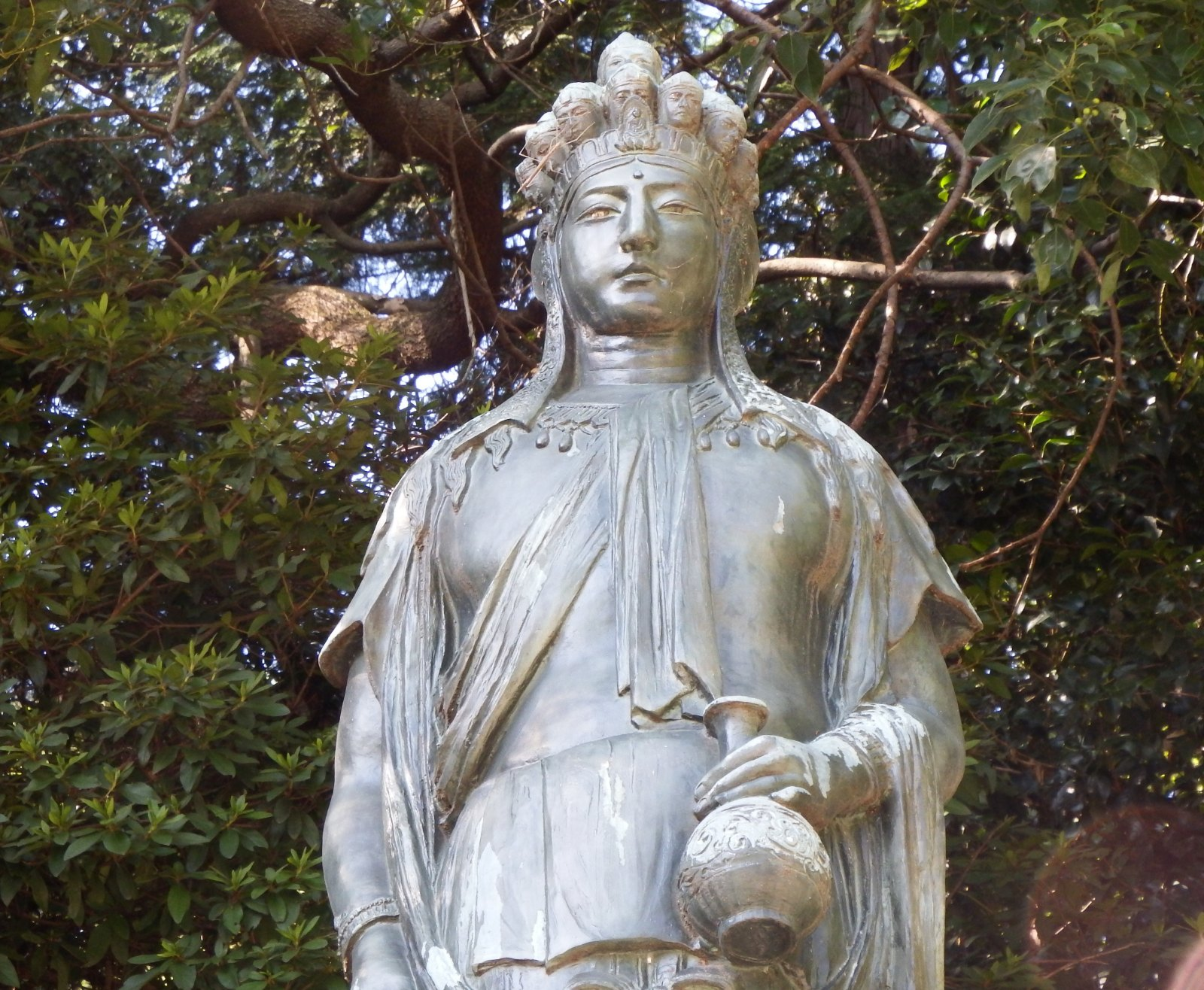
十一面観音立像
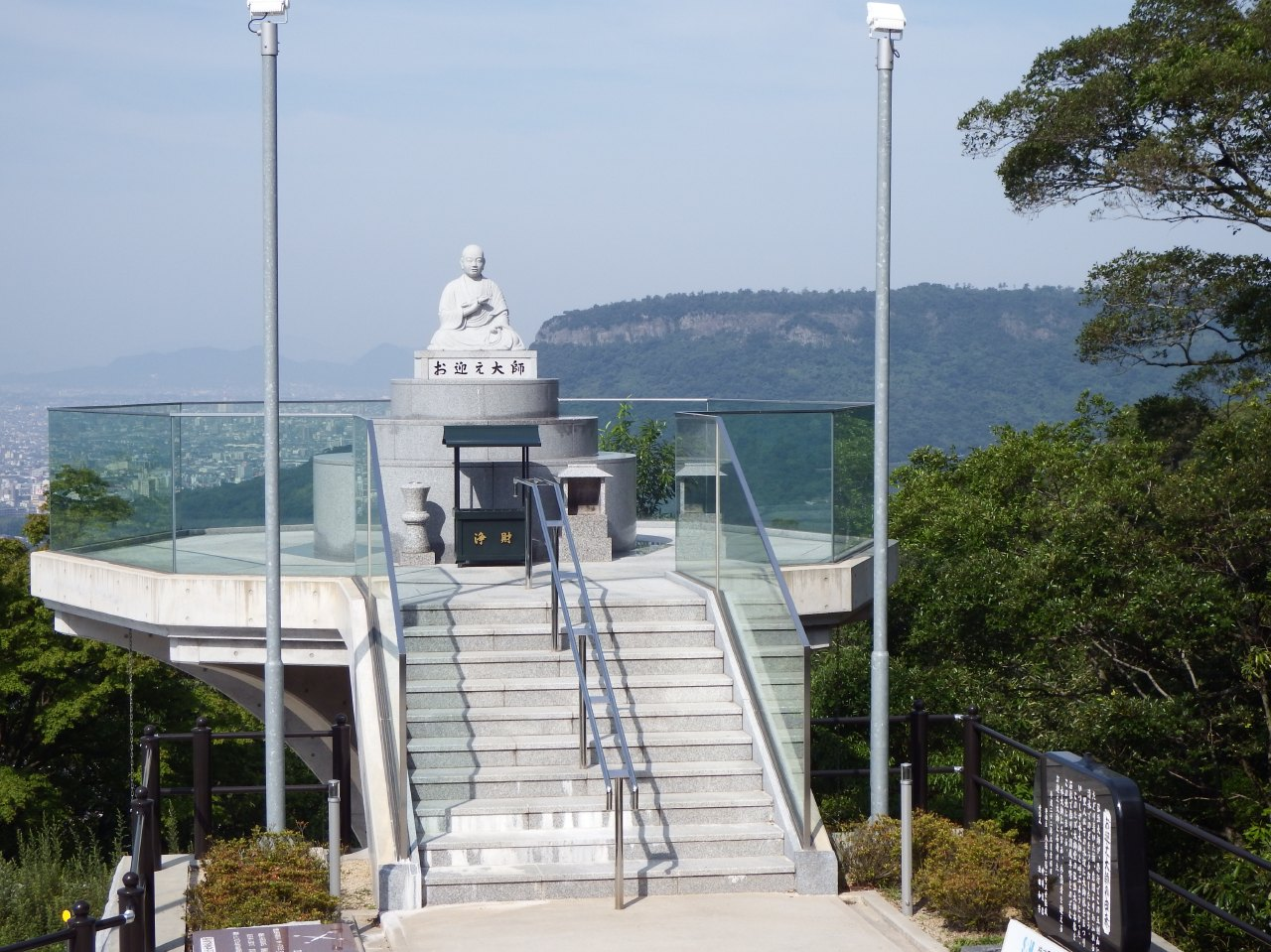
お迎え大師
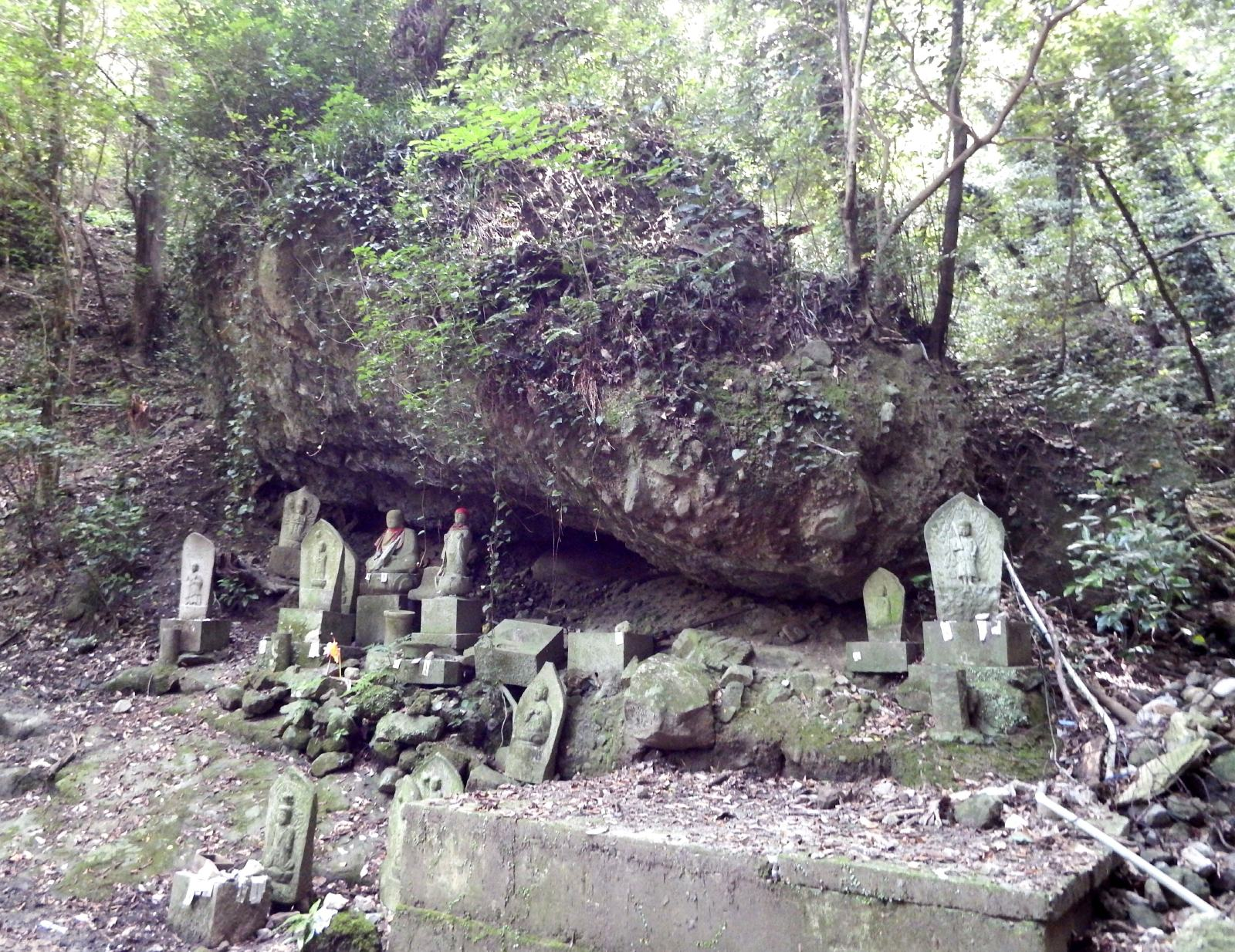
賽の河原
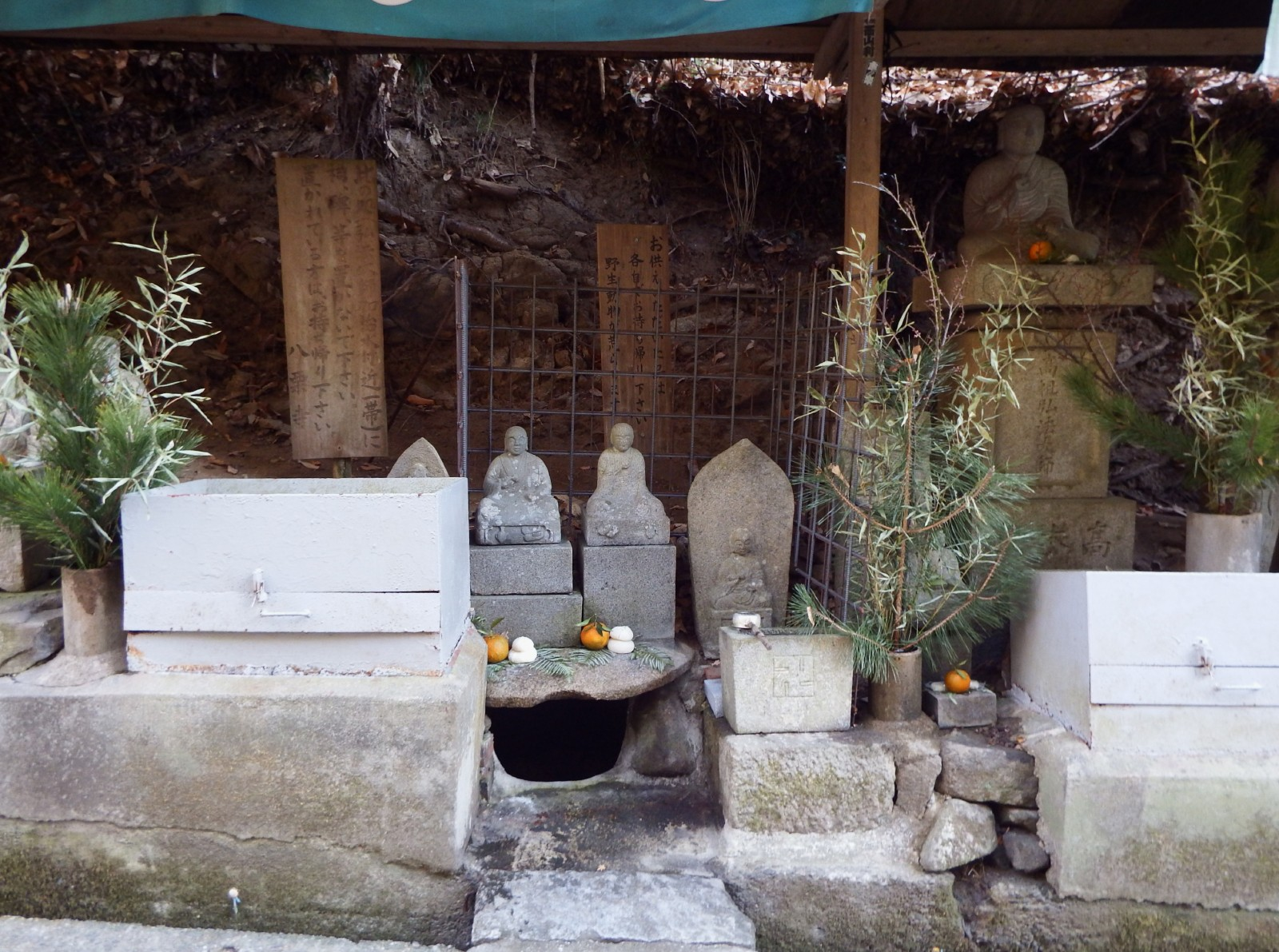
大師御加持水
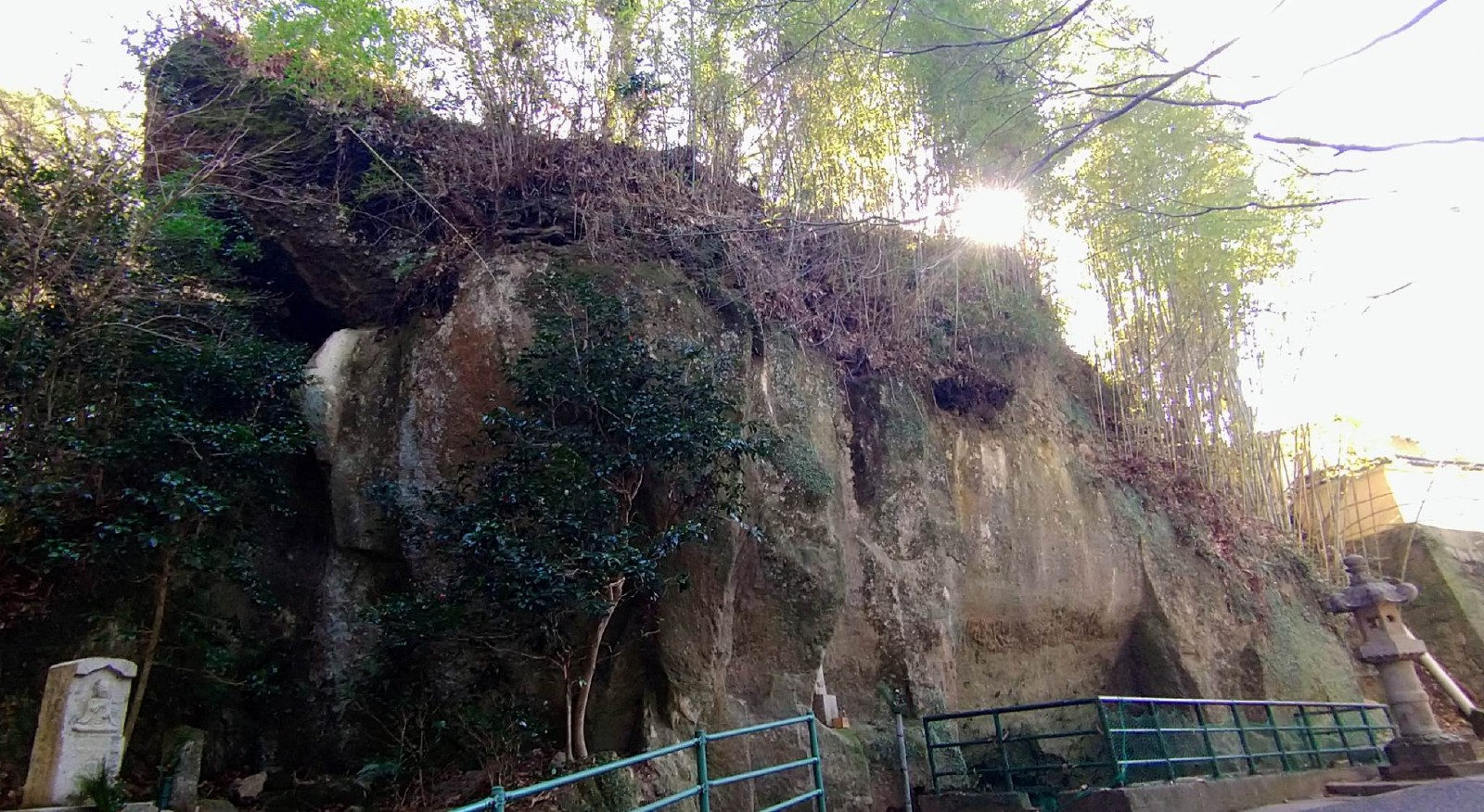
亀の子岩
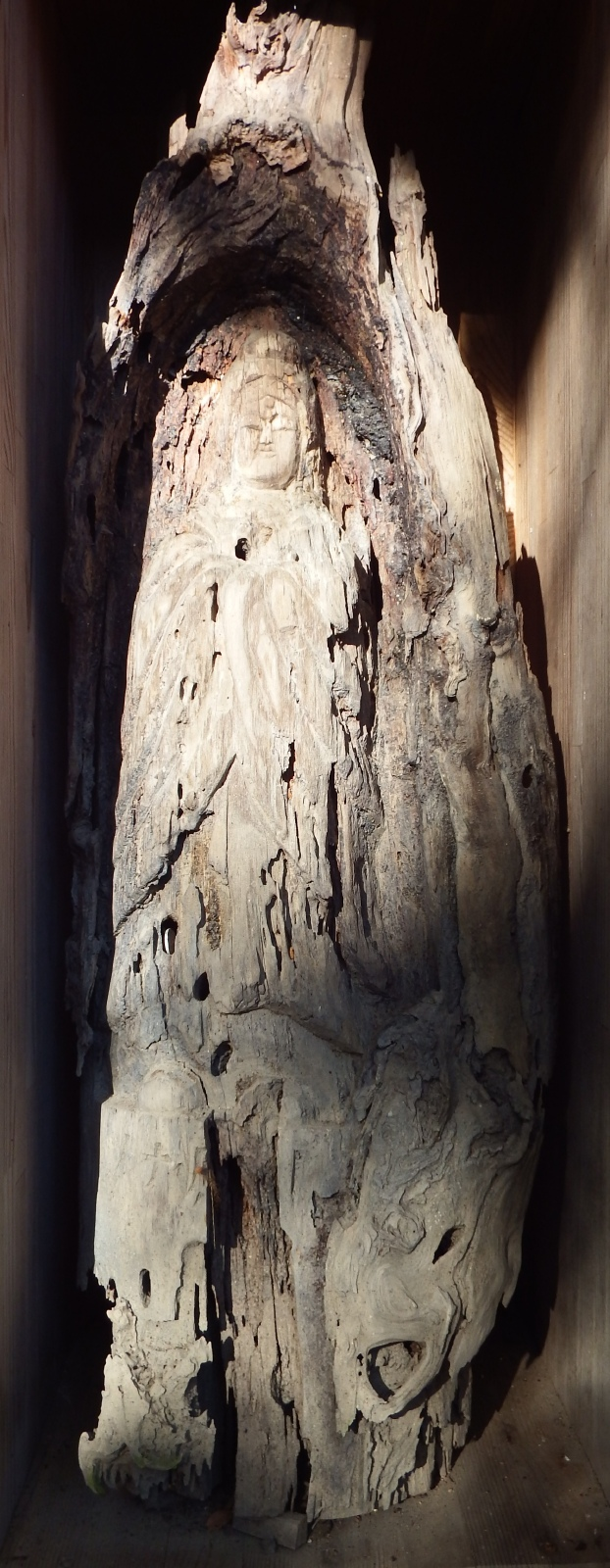
生木観音
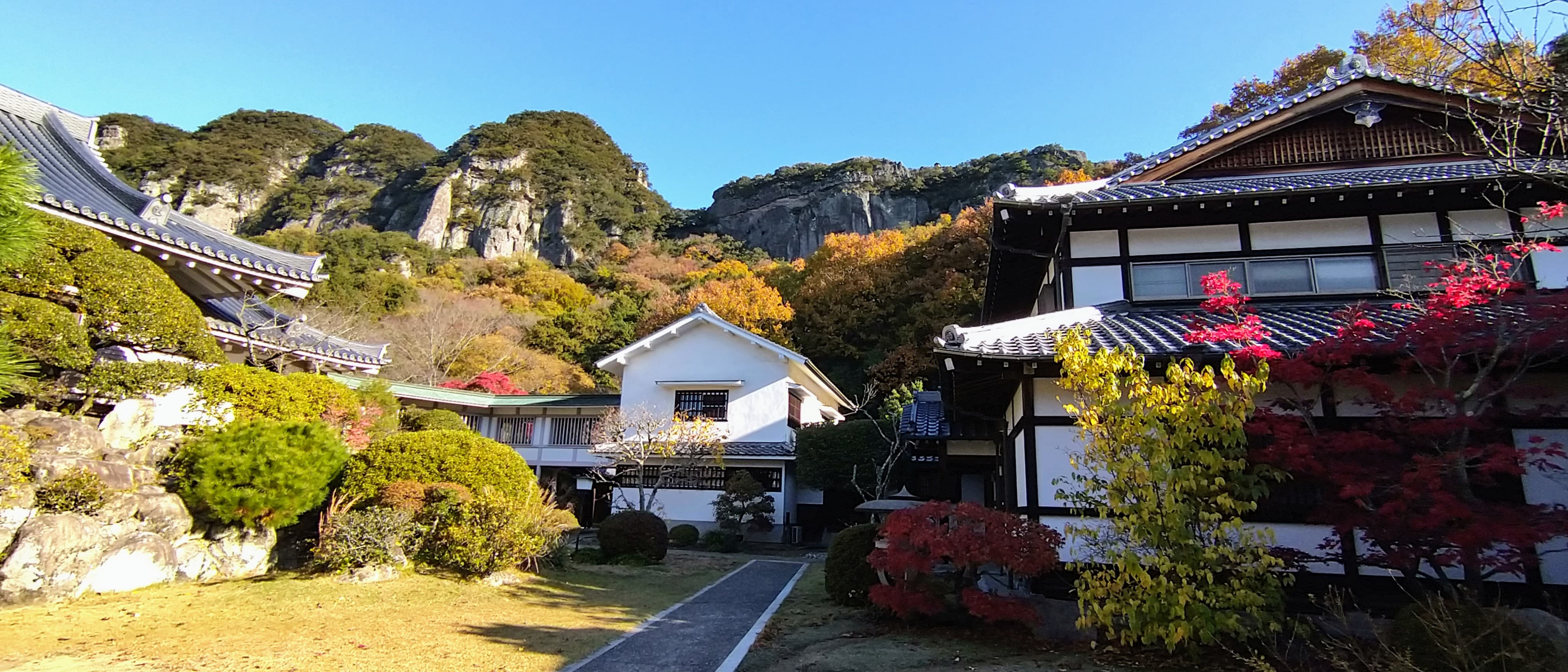
本坊

## 文化財
香川の保存木

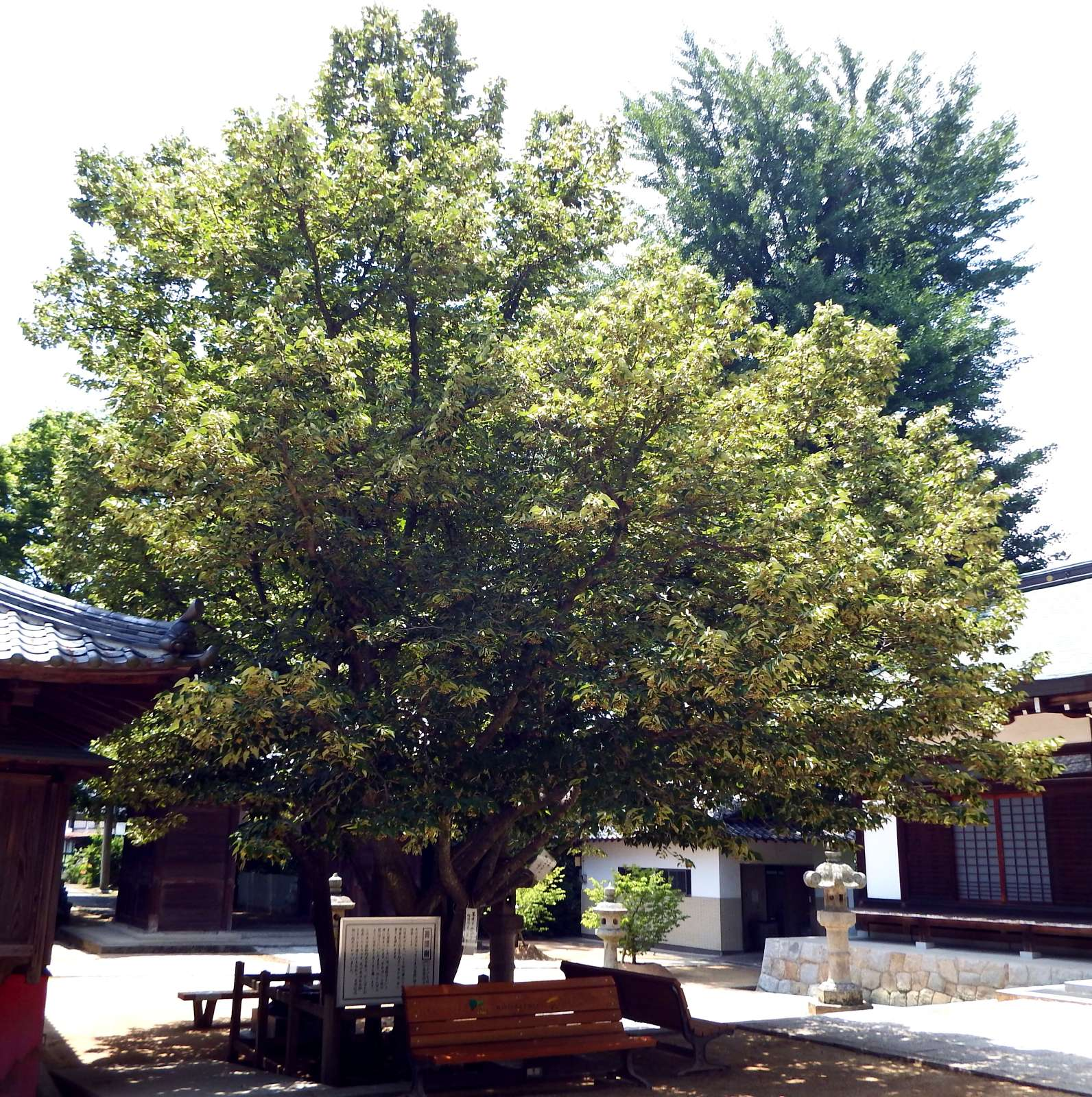
菩提樹と右背後に保存木のイチョウ

- 八栗寺のイチョウ（おはつきいちょう）：樹高 24.5 m、胸高幹周 4.3 m、枝張り 12.5×13.5 m、昭和53年3月23日指定[3]

## 交通アクセス
括弧内は八栗寺までの距離。
鉄道
- 高松琴平電気鉄道志度線 - 八栗新道駅 (3.0 km)
- 四国旅客鉄道（JR四国） 高徳線 – 讃岐牟礼駅 (3.1 km)
- 四国ケーブル八栗ケーブル – 八栗山上駅 (0.3 km)　大人　(中学生以上)　往復　1000円	上り　600円	下り　500円

バス
- ことでんバス 庵治線「洲崎寺西」下車 (2.4 km)

道路
- 一般道：香川県道145号八栗原線 八栗山頂 (0.4 km)
- 自動車道：高松自動車道 志度IC (8.8 km)

## 奥の院

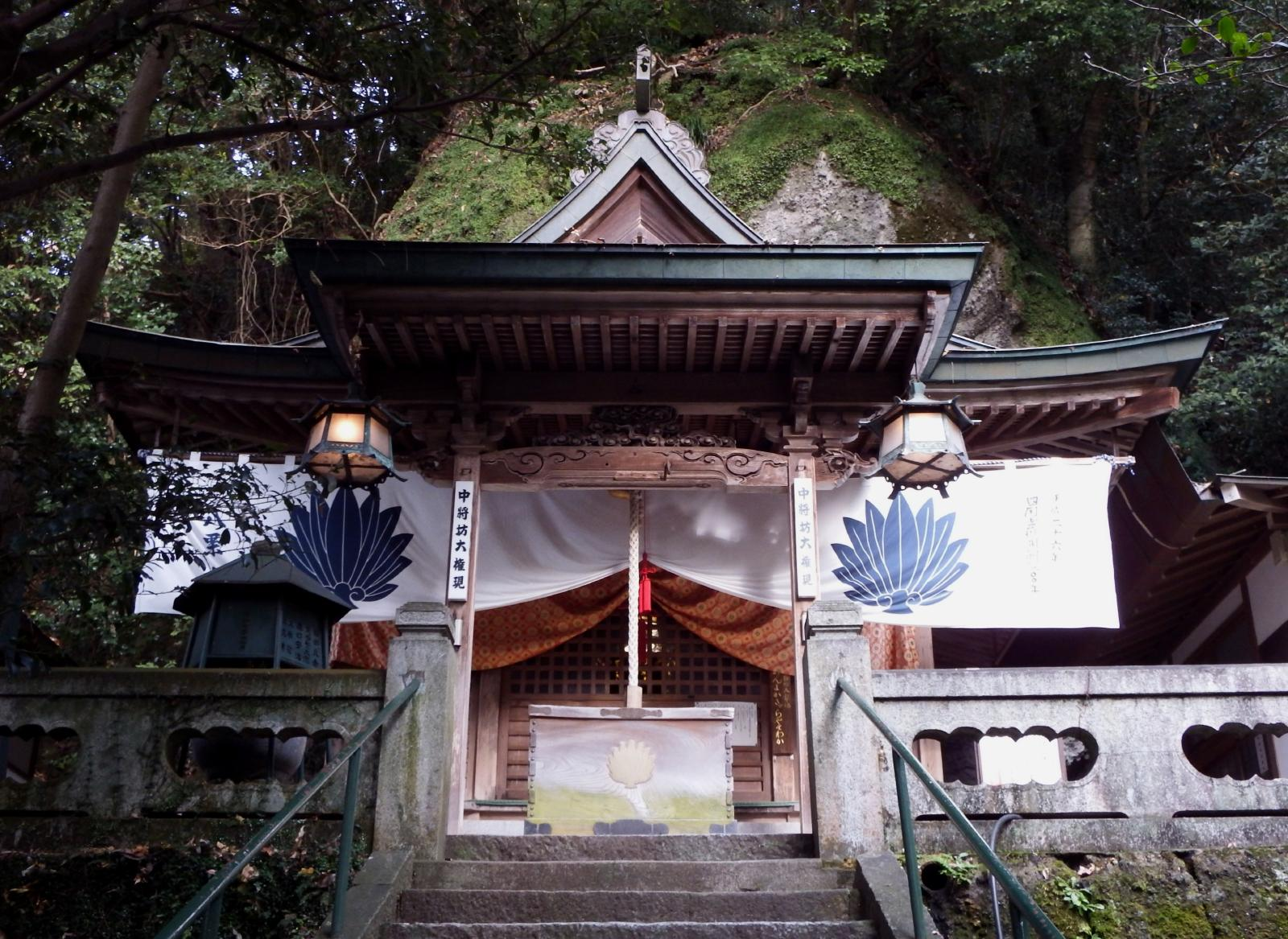
中将坊堂
本堂の向って左の鳥居（扁額は中将坊）をくぐり石段を上がるとあり、讃岐三大天狗の中将坊大権現を祀っていて、当寺はここを奥の院としている。毎月1日と16日午前5時半から30分程の勤行と加持があり、その間だけ開帳がある。
五剣山
五つの峰の尾根筋には祠が点在し、最高所の四の峰の中腹には空海が求聞持法を修したと云われる岩窟があり、また、空海作と云われる約3 mの大日如来の磨崖仏「岩越の大日」が中腹の岩肌に刻まれている。
竹居観音
庵治半島の先端近くにあり、四国最北端（実際は西に少しずれている）でもある地に海に面して洞窟があり、馬頭観音を祀る。
- 所在地：香川県高松市庵治町 （竹居観音岬）

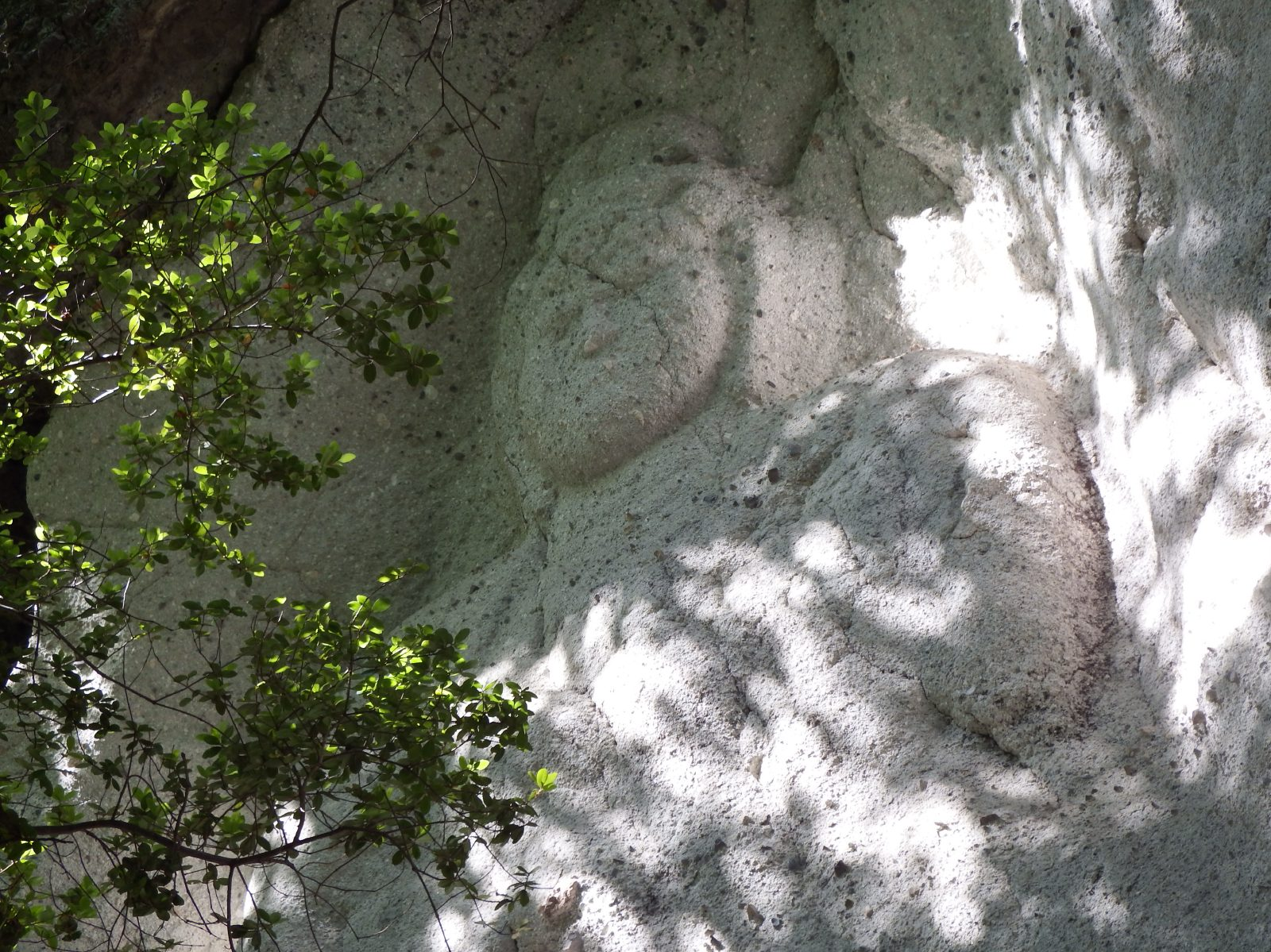
岩越の大日
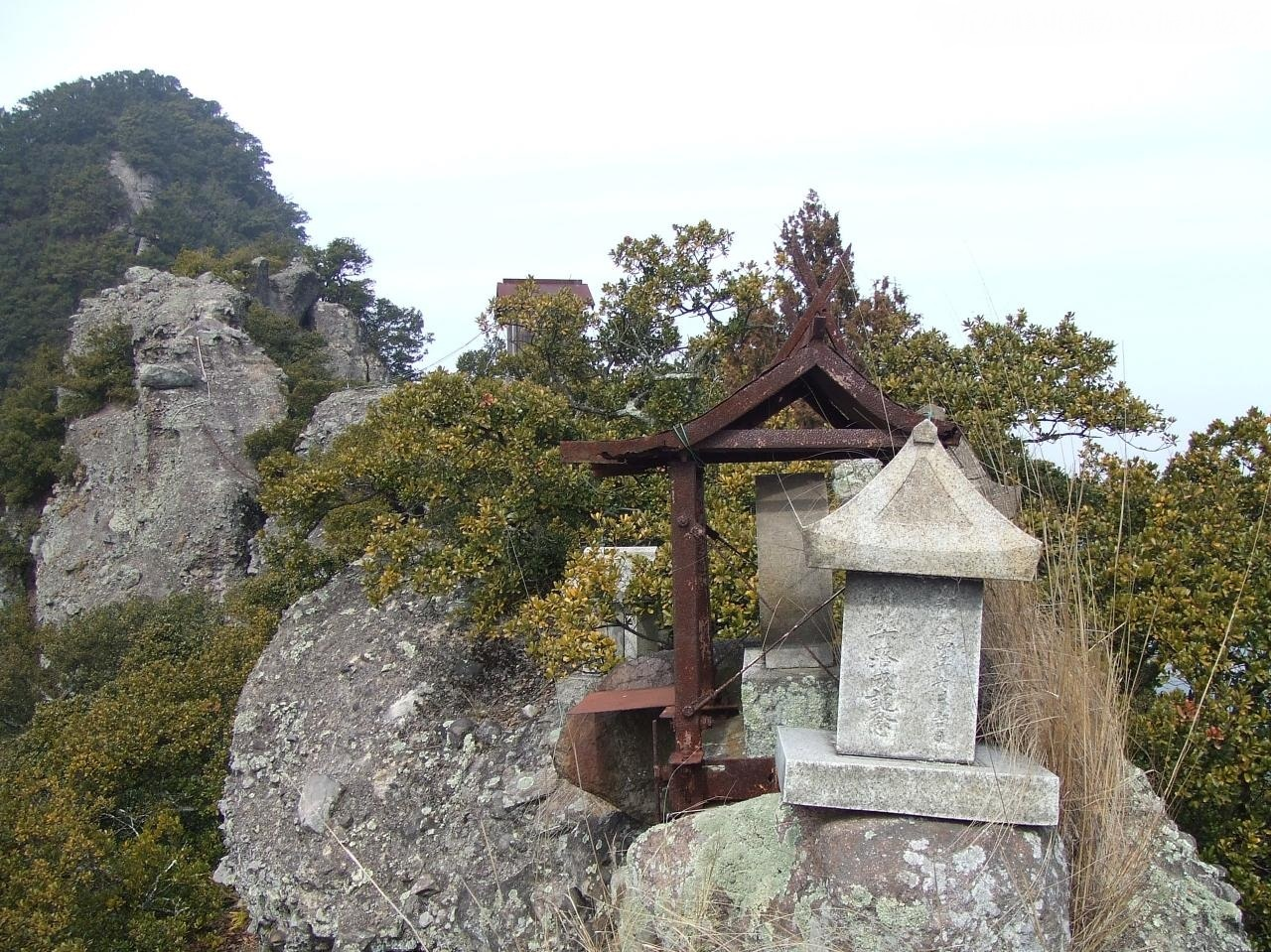
五剣山の尾根の東端
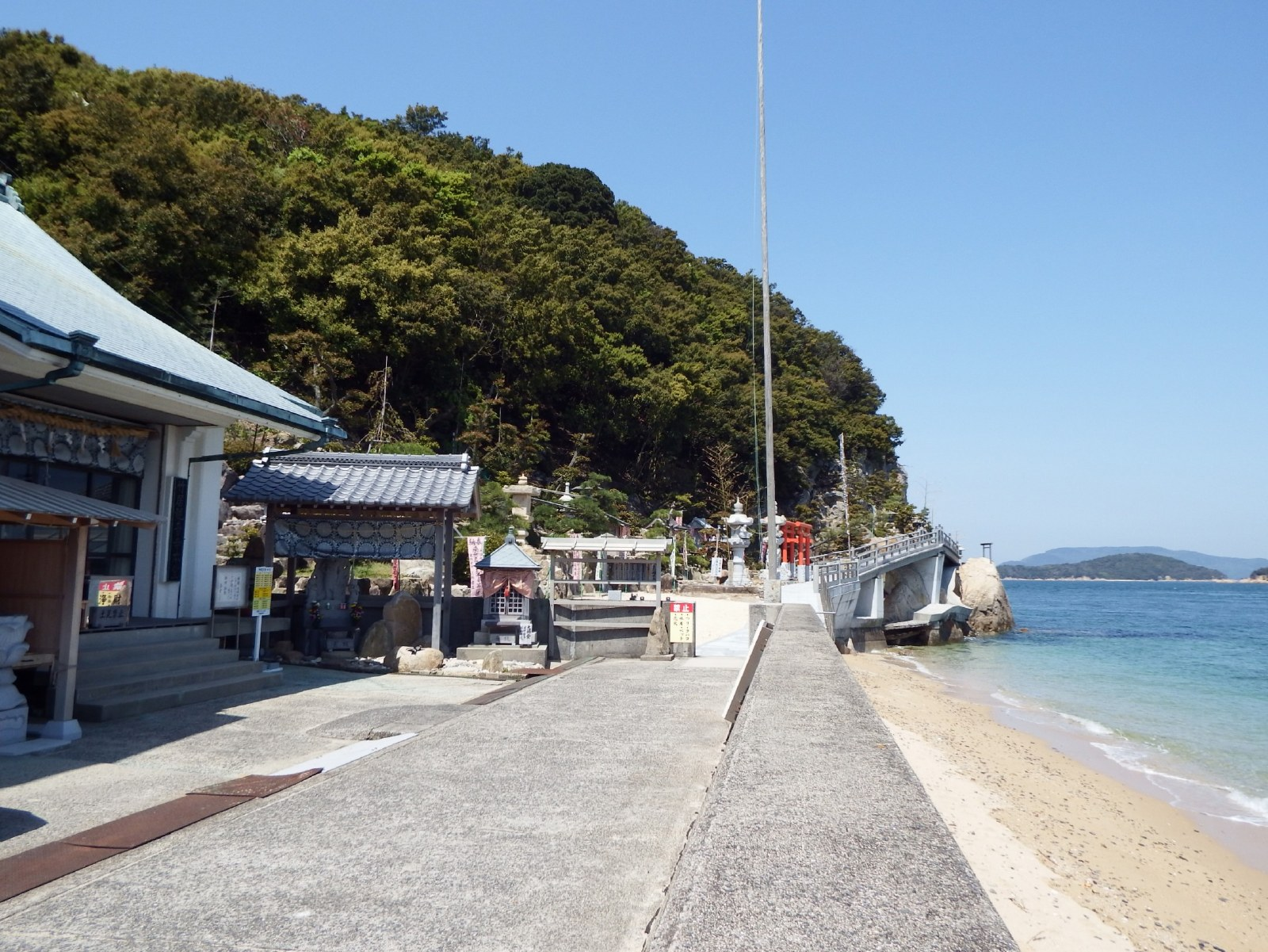
竹居観音寺
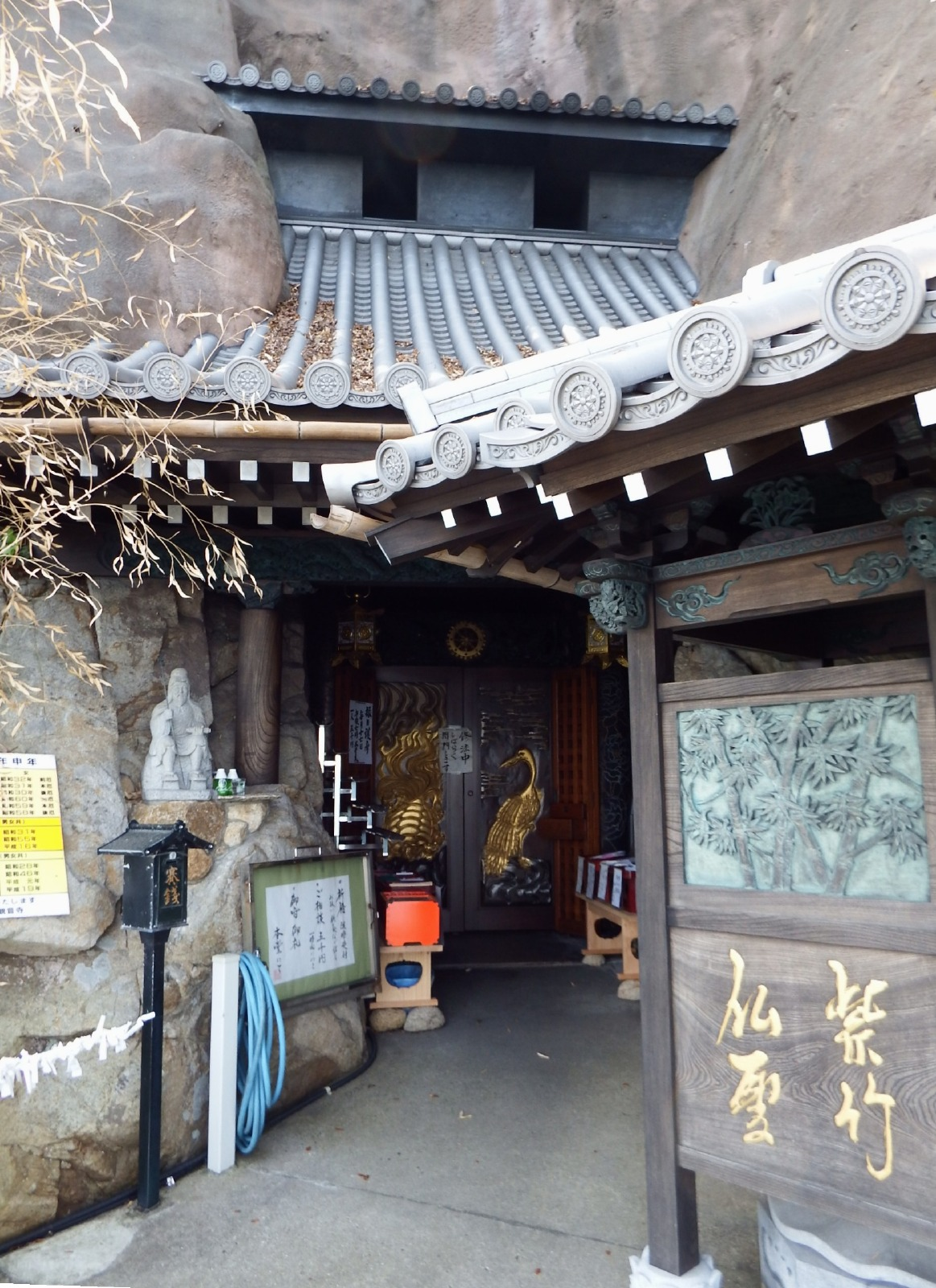
竹居岬の岩窟入口

## 周辺の番外霊場
洲崎寺
真念の墓がある。空海も当地で修法をされ霊験も有由なれど源平の戦いで焦土となり元禄12年約50 m西方に復興される。
- 所在地：香川県高松市牟礼町牟礼字宗時2691 （洲崎寺）

六萬寺
行基が聖武天皇の勅命で建立したのが始まりで、その後、檀家六万戸の威信を称して六萬寺と改号、そして、空海が当寺で千手観音像を刻み八栗の獄に安置したと云われている。
- 所在地：香川県高松市牟礼町牟礼字岡1450 （六萬寺）

## 前後の札所
四国八十八箇所
84 屋島寺 --(5.4 km)-- 85  八栗寺 --(6.5 km)-- 86 志度寺